# Маслов Василь Павлович
Маслов Василь Павлович (справжнє прізвище — Маслій, близько 1841 — 12 грудня 1880, Москва) — український письменник. Був знайомий з Т. Г. Шевченком. Вважається першим біографом Шевченка.

## Біографія
Батько Василя Маслія — штабс-капітан Каргопільського драгунського полку. У Василя був також брат Євграф. Виховувався Василь у свого дядька по материній лінії Михайла Ярового, черкаського землеміра. У дев'ять років разом з ним переїхав до Києва, де навчався у гімназії. Пізніше разом з дядьком переїхав у Мошни, куди той був запрошений управителем маєтку М. Воронцова І. Ягницьким.
Влітку 1859 року, ще гімназистом, Василь познайомився з Т. Г. Шевченком у селі Мошнах, де поет перебував під арештом. Ще юнаком Василь почав збирати матеріали про Шевченка.
Вчителював біля двох років у гімназії в Нижньому Новгороді. Під час навчання у Казанському університеті, листувався із Пантелеймоном Кулішем. Наприкінці 1860-х років викладав історію в Строгановському училищі в Москві. Збирав матеріали з історії України, займався літературною та археографічною діяльністю.
Надрукував першу біографію Т. Г. Шевченка російською мовою в журналі «Грамотей» (1874), яка згодом перевидавалась кілька разів окремою книгою. Василь Маслов готував повнішу біографію Шевченка, однак не встиг здійснити свій задум.

## Твори
- Тарас Григорьевич Шевченко. Биографический очерк [Архівовано 23 липня 2015 у Wayback Machine.]. М., 1874. Див. також  [Архівовано 5 березня 2016 у Wayback Machine.].